# 智慧型運輸系統
智慧型運輸系統（英語：、，縮寫：ITS，又名：智能交通系统）是将先进的信息技术、通讯技术、传感技术、控制技术及计算机技术等有效率地集成运用于整个交通运输管理体系，而建立起的一种在大范围内及全方位发挥作用的，实时、准确及高效率的综合的运输和管理系统。美国、日本、欧洲率先展开相应的研究并成为ITS发展的三强，此外加拿大、中国、韩国、新加坡、澳大利亚等国家的研究也具有相当规模和实力。

## 发展历程
20世纪第二次世界大战后，全球社会经济发展大幅促进了交通业的迅速发展，尤其是道路交通更是发展迅速。美、日、欧等发达国家和地区从20世纪50、60年代开始大力发展汽车工业和道路基础设施，形成了以道路交通方式为主，其中又以私人汽车为主。到了70年代，随着这种交通方式不合理性的逐渐暴露，发达国家开始大力发展以城市公共交通为主的公共交通，然而仍然无法解决交通事故、交通拥堵、交通污染的通病。于是各国从20世纪60、70年代开始寻找解决的方法，最终达成共识认为交通发展的趋势为两个“I”，即智能运输系统（Intelligent Transport System，ITS）与整合式交通信息系统（Integrated Transport Information System，ITIS）。
在智能交通系统名称出现之前，以美国、欧共体国家、日本为首的各国已经开始了相关方面的研究，不过此时名称并未统一。
美国称之为智能车路系统（Intelligent Vehicle-Highway System，IVHS），并于1990年成立了美国智能车路学会（Intelligent Vehicle-Highway Society of AMERICA，IVHS AMERICA）。
欧洲称之为先进运输技术（Advanced Transport Technology，ATT），于1993年成立了欧洲道路运输通信实施协调组织（European Road Transport Telematics Implementation Coordination Organization，ERTICO）。
日本则于1994年1月成立了车辆道路与智能交通学会（Vehicle, Road and Traffic Intelligence Society，VERTIS），并于2001年6月更名为ITS Japan。
美国智能车路学会在1993年春提出召开IVHS世界大会，欧洲ERTICO响应了该号召并建议与1994年11月于法国巴黎举行并提议定名为ATT&IVHS世界大会，日本VERTIS在此之后成立并建议将世界大会的名称定位ITS世界大会并得到了IVHS AMERICA和ERTICO的赞同。1994年9月美国智能车路学会更名为美国智能运输学会（Intelligent Transport Society of AMERICA，ITS AMERICA），每年的大会也以此命名。从此这方面的研究有了统一的名称：智能运输系统。
歐洲共同體于1995年开始了为期4年的欧洲交通移动程序（Program for Mobility in Transportation in Europe，PROMOTE）计划，1998年又展开交通通信（Telematics for Transportation）计划，研究经费为12亿欧元。
日本政府则在于1995年2月制订的“推进实施高度信息通信社会的基本方针”中将道路交通信息化列在其中“公共设施信息化”的首位，同年8月建设省、通产省、警视厅、运输省、邮电省联合制定了“在道路、交通、车辆领域事实信息的方针”，在其中确立了9个研究开发领域（车辆诱导系统、公共交通优先、自动收费系统、商用车辆高效化、安全驾驶系统、行人援助系统、交通管理最优化、紧急车辆运行、道路管理高效化），在此基础上，1996年7月，该5个省厅制订了“推行ITS总体构想”进一步明确了ITS为用户服务的20个项目。
美国联邦运输部则于1996年1月发布了“交通时间节约战略”，并在其中提出“智能交通基础设施”的新概念。该战略计划在75个城市中实施，预计在10年内完成，实现旅行时间减少15%的目标。
1992年国际标准化组织（ISO）设立了204技术委员会（TC204），及交通信息与控制系统技术（TICS）委员会，全面负责智能交通领域的标准化工作。2001年4月在夏威夷的全体会议上，一致通过将TC204更名为“智能运输系统（ITS）技术委员会”。

## 智能运输科技
智能运输系统的科技应用及其广泛，从基本的管理系统，例如汽车导航系统、交通號誌控制系统、内容管理系统、可变信息板、自动车牌识别技术，到监控系统，如安全监控系统（security CCTV systems），到更高级的建立在整合现有数据和其他信息来源的反馈基础上的应用，如停车诱导系统、公路气象信息系统、道路除冰系统。此外预测科技的发展将使得在历史基准数据的基础上的先进的建模和比对成为可能。

## 智能运输系统
智能运输系统由多个系统构成，其中包括出行者信息系统（ATIS）、先进交通管理系统（ATMS）、先进公共交通系统（APTS）、先进车辆控制系统（AVCS）、电子道路收费系统（ETC）、商用车辆运营系统（CVOS）等。

## 智能运输系统世界大会
智能运输系统世界大会（ITS world congress）由区域性的三大智能运输组织於1994年联合倡议而成立，于每年的秋季在北美、亚太、欧洲轮流举办，通常每次历时4到5天。其中除了第一届大会称为ATT&IVHS世界大会（ATT&IVHS world congress）外，均称为智能运输系统世界大会（ITS world congress）。
| 序号       | 时间                    | 国家             | 城市       | 主题                                                                               |
| ---------- | ----------------------- | ---------------- | ---------- | ---------------------------------------------------------------------------------- |
| 第一届     | 1994年11月30日-12月3日  | 法国             | 巴黎       | 向智能运输系统前进（Towards an Intelligent Transport System）                      |
| 第二届     | 1995年11月9日-11日      | 日本             | 横滨       | 向前迈进（Steps Forward）                                                          |
| 第三届     | 1996年10月14日-18日     | 美国             | 奥兰多     | 认知未来（Realizing the Future）                                                   |
| 第四届     | 1997年10月21日-24日     | 德国             | 柏林       | 人人流动（Mobility for Everybody）                                                 |
| 第五届     | 1998年10月12日-16日     | 韩国             | 首尔       | 一起走向新天地（Toward the New Horizon Together）                                  |
| 第六届     | 1999年11月8日-12日      | 加拿大           | 多伦多     | 更智能、更平坦、更安全、更迅捷（Smarter，Smoother，Safer，Sooner）                 |
| 第七届     | 2000年11月6日-9日       | 意大利           | 都灵       | 从想象到现实（From Vision to Reality）                                             |
| 第八届     | 2001年9月30日-10月4日   | 澳大利亚         | 悉尼       | ITS——改变未来（ITS-Transforming the Future）                                       |
| 第九届     | 2002年10月14日-10月17日 | 美国             | 芝加哥     | ITS：丰富我们的生活（ITS:Enriching Our Lives）                                     |
| 第十届     | 2003年11月16日-20日     | 西班牙           | 马德里     | 今天和明天的解决方案（Solutions for Today and Tomorrow）                           |
| 第十一届   | 2004年10月18日-22日     | 日本             | 名古屋     | ITS让生活更美好（ITS for livable society）                                         |
| 第十二届   | 2005年11月6日-10日      | 美国             | 旧金山     | 增加交通中的可选择性（Enabling Choices in Transportation）                         |
| 第十三届   | 2006年10月8日-12日      | 英国             | 伦敦       | 提供卓越运输（ITS:Delivering Transport Excellence）                                |
| 第十四届   | 2007年10月9日-13日      | 中国             | 北京       | 智能交通创造美好生活（ITS for Better Life）                                        |
| 第十五届   | 2008年11月16日-20日     | 美国             | 纽约       | ITS 連結：节约时间，节约生命（ITS Connections: Saving Time, Saving Lives）         |
| 第十六届   | 2009年9月21-25日        | 瑞典             | 斯德哥尔摩 | 日常生活中的智能运输系统（ITS in Daily Life）                                      |
| 第十七届   | 2010年10月25日-29日     | 韩国             | 釜山       | 无处不在的智能交通系统（Ubiquitous Society with ITS）                              |
| 第十八届   | 2011年10月16日-20日     | 美国             | 奥兰多     | 智能交通促进经济增长（Keeping the economy moving）                                 |
| 第十九届   | 2012年10月22日-26日     | 奥地利           | 维也纳     | 智能化出行（Smarter on the way）                                                   |
| 第二十届   | 2013年10月14日-18日     | 日本             | 东京       | 面向下一代的智能交通系统（Open ITS to the Next）                                   |
| 第二十一届 | 2014年9月7日-11日       | 美国             | 底特律     | 重塑我们的互联世界的交通（Reinventing Transportation in our Connected World）      |
| 第二十二届 | 201510月5日-9日         | 法国             | 波尔多     | 面向智能移动——更好的空间使用（TOWARDS INTELLIGENT MOBILITY – Better use of space） |
| 第二十三届 | 2016年10月10日-14日     | 澳大利亚         | 墨尔本     | 让城市和社区更美好（ITS – Enhancing Liveable Cities and Communities）              |
| 第二十四届 | 2017年10月29日-11月2日  | 加拿大           | 蒙特利尔   | 互联世界中的无缝移动（SEAMLESS MOBILITY in a CONNECTED WORLD）                     |
| 第二十五届 | 2018年10月29日-11月2日  | 丹麦             | 哥本哈根   | 智慧交通——生活品质（ITS——Quality Of Life）                                         |
| 第二十六届 | 2019年10月29日-11月2日  | 新加坡           |            | 智慧出行赋能城市发展（Smart Mobility，Empowering Cities）                          |
| 延期舉辦   | 2020年10月29日-11月2日  | 美国             | 洛杉矶     | The New Age Of Mobility（因Covid-19延期至2022年舉辦）                              |
| 第二十七届 | 2021年10月29日-11月2日  | 德国             | 汉堡       | 立即體驗未來出行（Experience Future Mobility Now）                                 |
| 第二十八届 | 2022年9月18日-9月22日   | 美国             | 洛杉矶     | 由交通轉型（Transformation by Transportation）                                     |
| 第二十九届 | 2023年10月16日-10月20日 | 中國             | 蘇州       | 待定                                                                               |
| 第三十届   | 2024年9月16日-9月20日   | 阿拉伯聯合大公國 | 杜拜       | 待定                                                                               |
| 第三十一届 | 2022年9月21日-9月25日   | 美国             | 亞特蘭大   | 待定                                                                               |
| 第三十二届 | 2026年                  | 韓國             | 江陵       | 待定                                                                               |